# Arpenteur romain

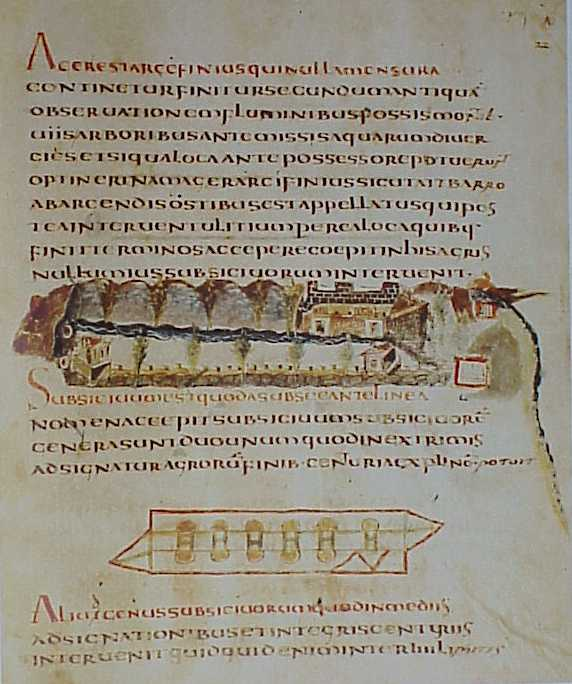
Le Corpus agrimensorum Romanorum, un recueil de différents traités romains sur l’arpentage, rend témoignage de la position éminente de cette technique dans la société et la religion romaine (page d’un manuscrit en écriture onciale du s, Bibliothèque Herzog August de Wolfenbüttel, Cod. Guelff. 36.23 Augusteus 2).

Les arpenteurs romains, ou « agrimenseurs » (latin agrimensores), ou aussi « gromaticiens », (latin gromatici), comptent au nombre des plus éminents représentants de la géométrie et de la technique romaine. Leurs écrits, compilés au VIe siècle à des fins didactiques, nous sont parvenus largement déformés ou résumés et on hésite sur la paternité respective de certains traités. Les sources disponibles ont fait l'objet d'études fouillées depuis le XIXe siècle, qui ont réhabilité dans une certaine mesure les connaissances techniques de l'ancienne Rome.

## Origines
Il y eut des prédécesseurs à pratiquer cet art : les tout premiers seraient les Égyptiens du temps de Sésostris (Hérodote, II, 109). Les Babyloniens disposaient aussi d’un système approfondi ; de même que les Grecs. Les Romains estimaient qu'ils avaient hérité cette technique des Étrusques, d'où le surnom de disciplina Etruscorum ; mais leur pratique de la centuriation est élaborée et méthodique : les agrimensores n'ont pas d'équivalents du côté des prédécesseurs ou de l'époque moderne. Les commissions pour la deductio[pas clair] sont attestées depuis le début du IIIe siècle, au moins à Ariminum : elles ont précédé de peu la centuriation. La première grande assignation[Quoi ?] en Italie serait due aux Gracques en 133 avec la Lex Sempronia. Suivirent celles de Sylla, César, Auguste, les Flaviens et Trajan.
La pratique de l'arpentage et du bornage était probablement confiée à l'origine aux augures, lesquels avaient à charge de borner l'assiette d'un temple ou d'un enclos sacré (templum). D'une manière générale, la fondation d'une ville ou l'érection d'un édifice public donnait lieu, chez les Romains, à des rituels précis : ainsi, l'emprise du pomœrium, les enceintes de la Rome primitive, puis celle des colonies ultérieures et des camps des légions en campagne (castramétation), étaient déterminées selon les directives des prêtres. La première mention d'un agrimenseur professionnel est due à Cicéron : il nous a laissé le nom d'un certain Lucius Decidius Saxa, qui était employé sous les ordres de Marc Antoine à l'arpentage des camps militaires.
Sous l'Empire, leur réputation s'accrut en même temps que leur effectif. Les mesures d'attribution de lopins de terre aux vétérans de la légion, l'établissement de colons romains dans les provinces et les territoires conquis, le bornage général de l'Empire décrété par Auguste, la séparation entre les terrains privés et publics, sont autant de motifs qui présidèrent à l'émergence d'une corporation reconnue de géomètres et d'arpenteurs. Sous le Bas-Empire, leurs revenus étaient devenus considérables et ils étaient même parfois honorés de l'épithète de clarissimus (« très honorable »). Leur compétence allait bien au-delà de l'application de simples règles de géométrie et de l'emploi d'instruments d'arpentage, incluant une autorité reconnue en matière de droit des sols devant les tribunaux ou dans les conflits entre particuliers. Ce statut social suscita la création d'écoles professionnelles d'arpentage et l'émergence d'une littérature spécialisée, qui perdurèrent du Ier au VIe siècle de notre ère.

## Auteurs

### La transmission des textes
Si la littérature consacrée à l'art de la gromatique devait être conséquente à l'époque antique, elle souffrit de grandes pertes au fil de la transmission. Quatre grands traités plus structurés sont identifiés, composés par Hygin le gromatique, Frontin, Siculus Flaccus et Hygin Maior. Le corpus gromatique s'entoure d'autres textes, hétéroclites : texte de loi, catalogues de bornes, commentaires, abréviations, chacun étant difficilement daté. Chacun forme le Corpus Agrimensorum Romanorum, composé à l'époque byzantine. Ce corpus n'est pas complètement exhaustif, des parties de Columelle et Varron auraient pu y figurer. Plusieurs auteurs sont rattachés à ce corpus mais excepté Frontin, ils sont très mal connus.
Ce corpus gromatique ou Corpus Agrimensorum Romanorum rassemble une masse de texte datés du Ier au VIe siècle, les Ier et IIe siècles sont les plus nombreux, durant l'empire, les arpenteurs travaillent alors dans le domaine civil. Pour l'établissement du texte, un archétype perdu est à l'origine des textes divisé en trois classes : l'Arcerianus (Wolfenbüttel, Herzog-August-Bibliothek, Guelferb. 36.23 Aug. 2°), nommé en raison de son propriétaire le philologue hollandais, Johannes Theodoretus Arcer, fusionné de deux manuscrit, composé du temps de Théodoric, le plus ancien témoin des gromatiques, plusieurs copies en furent tirés ; la classe Palatine avec le Palatinus latinus 1564 de la bibliothèque vaticane dont on tira la copie Wolfenbüttel, Herzog-August-Bibliothek, Guelferb. 105 Gud. lat. 2°, nommé Gudianus car ayant appartenu à Marquard Gude (en) ; un rédacteur anonyme utilisa plusieurs témoins de ces deux classes pour créer une troisième branche mixte. La copie de ces textes influencèrent plusieurs abbayes médiévales tel celle de Corbie qui organisèrent leurs territoires en utilisant les textes gromatiques romains. Il faut souvent composer avec de nombreux problèmes de copies et d'erreurs de la transmission manuscrite, et ce dès l'antiquité, un latin lourd et une terminologie ambiguë. Les traités gromatiques étaient illustrés. 

### Les représentants
Le plus ancien auteur sur la science des agrimenseurs fut Frontin, dont le traité De agrorum qualitate, consacré aux aspects juridiques de l'arpentage, fit l'objet d'un commentaire par Aggenus Urbicus, un maître d'école chrétien. Sous le règne de Trajan, un certain Balbus, qui avait pris part aux campagnes de ce prince en Dacie, rédigea à l'intention des arpenteurs un traité de géométrie pratique (« Expositio et ratio omnium formarum mensurarum »), probablement inspiré d'un ouvrage grec attribué à Héron d'Alexandrie ; ce traité est dédié à un dénommé Celse, loué pour les améliorations qu'il avait apportées à la groma (peut-être une dioptra, c'est-à-dire une couronne mobile graduée, comme il en existe sur les théodolites).
Un commentaire anonyme de Frontin permet d'enrichir le corpus des arpenteurs. Nommé explicit commentum de agrorum qualitate et incipit de controuersiis, ce n'est pas vraiment un commentaire dans la mesure où il livre des informations de la tradition gromatique, il complète Frontin et fournit une documentation. Ce commentaire n'est présent que dans les manuscrits de la classe palatine et ne commente que les parties du traité de Frontin conservées par les manuscrits du Vatican : les catégories de terre et les controverses. Le commentaire est accompagné d'un diazographus, un album d'illustrations. Le commentateur a comme ouvrage de référence Agennius Urbicus au point que ce dernier fut identifié comme l'auteur, l'hypothèse est démentie dès Thulin mais plusieurs éditeurs nomme le commentateur anonyme le Pseudo-Agennius. C'est un chrétien, qui écrivit au VIe siècle du temps de Justinien. C'est un professeur (magister), possédant un grand niveau de culture, d'érudition et une grande capacité de jugement, qui dispose d'une grande connaissance théorique, il a lu les textes gromatiques, sa bibliothèque devait être complète sur ce point (Frontin, Hygin, Agennius Urbicus, Balbus, Junius Nypsius, Libri coloniarum) et en apprécie tellement l'art qu'il veut l'inclure dans le Quadrivium ou les études libérales.
Trois Hygin furent identifiés dans le corpus des gromatiques : Hygin le Gromatique, le Pseudo-Hygin  ainsi qu'Hygin. Ce dernier fut surnommé Hyginus Mensor ou Hyginus Maior pour le distinguer de ses homonymes. Il est inconnu, mais à partir du traité, il est supposé qu'il travaille en Italie et qu'il a une compétence de juriste. Un indice temporel est établi : la titulature de Trajan (2, 48) est Germanicus, il n'a pas encore le titre de Dacicus, ce qui fixe la rédaction du traité entre 97 et 102. Hygin articule son traité en trois séries de préoccupations : la zone centuriée, le statut des terres et les controverses. Soit pratiquement les mêmes thématiques que Hygin le Gromatique (dont les définitions et méthodes sont très proches), Frontin et Siculus Flaccus (qui lui emprunta beaucoup). Le problème de la transmission est qu'il n'est pas possible de connaître le statut précis des textes, si c'est un seul traité ou bien trois traités incomplets et distincts rassemblés par la tradition manuscrite.
Siculus Flaccus, auteur d'un livre intitulé De condicionibus agrorum qui nous est parvenu, est très mal connu. Il est difficilement datable mais la probable référence au comitatus situe la rédaction du traité sous la tétrarchie de Dioclétien. Il s'inspire beaucoup d'Hygin et des autres grands traités de gromatique, c'est d'ailleurs le mieux conservé des grands traités, seule la conclusion manque. On a souvent douté de sa paternité et son écrit serait l'œuvre d'un certain Innocentius (IVe - Ve siècle) et est intitulé Casae litterarum.
Les traités de géométrie attribués au Moyen Âge à Boèce sont probablement apocryphes. Un autre recueil médiéval, les Gromatici veteres édité par Karl Lachmann au XIXe siècle, est apparemment une compilation de registres cadastraux de terres colonisées (datés du Ve siècle de notre ère), de nomenclatures de bornes physiques, et d'extraits du « Codex de Théodose ».
Selon Mommsen, ce recueil est l'œuvre d'un vicaire (c'est-à-dire d'un gouverneur diocésain) du Ve siècle officiant à Rome, et qui dirigeait une équipe d'arpenteurs.
Les arpenteurs romains furent appelés de différentes façons selon les époques : decempedator (par allusion à leur outil de travail), finitor, metator ou mensor castrorum sous la République ; togati Augustorum  comme fonctionnaire sous l'Empire ; et enfin professor, ou auctor lorsqu'ils formaient des apprentis.
Karl Lachmann fit une édition du corpus des arpenteurs et gromatiques, qui fait référence auprès des études ultérieures. Il commence par les grands traités :
- Frontin
- Un commentaire tardif consacré à Frontin
- Agenius Urbicus, De Controuersiis Agrorum
- Balbus
- Hygin Mensor ou Maior
- Siculus Flaccus
- Hygin le Gromatique

Lachmann inclut ensuite plusieurs extraits et fragments divers. Son corpus inclut :
- Les appellations des bornes
- Liber Coloniarum en deux livres
- Lex Mamilia
- Extraits du Code Théodosien
- Sententiae de Paul
- De Sepulchris
- Extraits de Théodose et de Valentinien
- Extraits du Digeste
- Ensemble Agrorum quae sit inspectio
- Fragments de Marcus Iunius Nypsius et le traité Podismus qu'on lui attribue
- Dolabella
- Latinus
- Gaius
- Vitalis
- Faustus
- Valerius
- Innocentius
- Casae litterarum
- Litterae singulares
- De iugeribus metiundis
- Extraits d'Isidore de Séville
- Extraits de l'Euclide latin
- Extraits géométriques de Boèce incluant les apocryphes

Il fut reproché à ce corpus de n'être pas exhaustif : il n'édite pas les écrits géométriques d'un ouvrage d' Épaphrodite, un traité de Vitruvius Rufus ainsi que le traité De munitionibus castrorum.